# SpecialEffect
SpecialEffect es una organización benéfica con sede en Reino Unido fundada en 2007. Se especializa en ayudar a las personas con discapacidad física, específicamente a los niños, a jugar videojuegos. La organización trabaja con los desarrolladores para crear dispositivos de control de juegos especializados y para hacer que sus juegos sean más accesibles. Esto incluye mandos que se puedan controlar con cualquier parte del cuerpo movible, como pequeños movimientos con los dedos del pie o incluso con la mirada del jugador. La capacidad de jugar videojuegos, ahora comprendido como un pasatiempo casi universal, puede ayudar a mejorar la salud mental de las personas discapacitadas que de otra manera no podrían jugarlos.

## Historia
SpecialEffect fue fundada por Mick Donegan, un exprofesor, que sigue siendo su director ejecutivo. Fue creado para enfocarse en las personas con las discapacidades físicas más complejas, no solo permitiéndoles jugar, sino haciéndolo de manera efectiva y con las mayores posibilidades de ganar. La organización utiliza un equipo de especialistas que incluye terapeutas ocupacionales y un equipo de diseño técnico y de software.

## Caridad
SpecialEffect ha organizado eventos de caridad para financiar sus empresas, como GameBlast y One Special Day. Empresas de renombre, así como diseñadores de juegos famosos, han ayudado a crear eventos benéficos como los desarrolladores del videojuego de éxito de 2020,Fall Guys, quienes organizaron un evento para premiar a la mayor donación durante un tiempo específico.